# Łomy (Sucha Struga)
Łomy (Makowica-Łomy) – część wsi Sucha Struga w Polsce, położony w województwie małopolskim, w powiecie nowosądeckim, w gminie Rytro.
W latach 1975–1998 przysiółek administracyjnie należał do województwa nowosądeckiego.